# Луций Петроний Сабин
Луций Петроний Сабин (на латински: Lucius Petronius Sabinus) e политик и сенатор на Римската империя през 2 век.
Произлиза от фамилията Петронии, вероятно от Анкона. През 145 г. Сабин е суфектконсул заедно с Гай Вицрий Руф. 
Той е вероятно баща на Луций Петроний Сабин, прокуратор Augustorum по времето на Марк Аврелий и Комод (177 – 180).